# 老街溪河川教育中心
老街溪河川教育中心位於桃園市中壢區中原路58號(中壢、平鎮交界處)，為一以河川為主題的環境教育中心，成立於2011年6月5日。

## 歷史
- 1983年（民國72年）桃園縣中壢市公所招標加蓋老街溪，以掩蓋河川惡臭問題並振興市街[1]。
- 1989年（民國78年）老街溪上方長725公尺、高5公尺的加蓋建物建成[2]。
- 2008年（民國97年）桃園縣政府環境保護局規劃推動「老街溪及南崁溪流域污染整治調查及水岸活化整體規劃計畫」[1]。
- 2010年（民國97年）桃園縣政府成立「桃園縣河川污染整治推動委員會」以整治老街溪，並規畫將加蓋段開蓋[1]。
- 2011年（民國100年）7月，老街溪開蓋工程完工[1]。
- 2011年6月5日，老街溪河川教育中心動土典禮。
- 2012年（民國101年）5月13日，老街溪河川教育中心啟用[1]。
- 2013年1月28日，老街溪河川教育中心通過行政院環境保護署環境教育設施場所認證。

## 設施
老街溪河川教育中心位於老街溪畔，由原有兩棟客家三合院古老磚厝改建而成。主要介紹有關老街溪的河川整治過程、河川生態等資料。入口處有四座時光隧道滑梯，供孩童們遊玩。

位於中壢平鎮交界處，是全國第一個以「河川」為主題的教育中心，該中心比鄰老街溪畔，見證河川整治過程。河川教育中心在桃園市平鎮區新榮國民小學右側所保留的0.4公頃上，改建原有兩棟客家三合院古老磚厝，透過緊鄰老街溪的地理空間及老厝建築的歷史營造，做為大眾溯源尋根的文史基地、探索河川的體驗場域，也同時藉由空間與體驗結合，轉換成永續的態度
河川教育中心設有故事館、生態館、時空隧道溜滑梯、老水井、公廁（舊有豬圈）等。另外，除了常態性的展覽之外，也為十人以上團體提供預約解說導覽，以及教師、團體的研習課程。
教育中心內的展區透過設計讓人由淺入深，有系統地去吸收學習。從人文歷史到生態教育的層面，逐步達成教育效果。戶外解說區設有縮小版的老街溪，以實際的地貌呈現改造老街溪的生態工法，讓人們與大自然接觸的同時，也能夠了解老街溪改造的歷程。
河川生態教育館則是透過詳細的文字解說、互動裝置以及全區縮小模型，讓人更進一步了解「大掀蓋計畫」，並且同時透過展品普及環境教育。
老街溪故事館則是透過修復的民房，保留了傳統的建築空間，並以歷史照片等展示，呈現出過去老街溪與人們的關係，透過空間設計同時連結了過去與現在。

## 外部連結
- 老街溪河川教育中心官方網站
- 老街溪河川教育中心官方Facebook （页面存档备份，存于）